# Escala sísmica de l'Agència Meteorològica del Japó

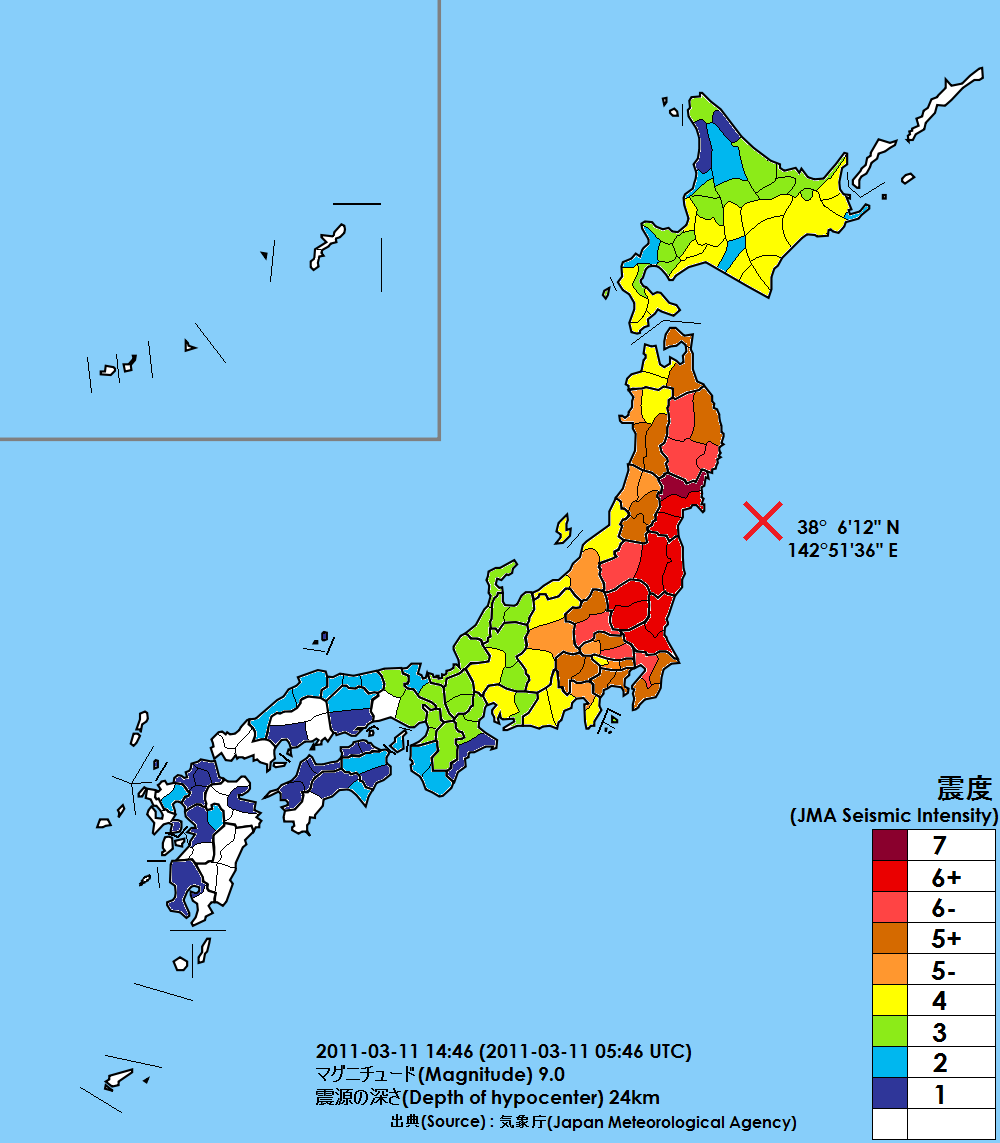
Mapa del Japó que mostra la distribució de la màxima intensitat sísmica de l'AMJ a cada prefectura durant el terratrèmol de Tohoku del 2011.

L'escala sísmica de l'Agència Meteorològica del Japó (AMJ) (coneguda com a escala sísmica shindo al Japó) és una escala d'intensitat sísmica utilitzada al Japó per categoritzar la intensitat de les sacsejades locals del terra causades per terratrèmols.
L'escala sísmica de l'AMJ és diferent de l'escala sismològica de magnitud de moment i l'escala de Richter, les quals reflecteixen la quantiat d'energia alliberada per un terratrèmol. Semblant a l'escala de Mercalli, l'escala sísmica de l'AMJ quantifica l'agitació de la superfície terrestre que té lloc en punts de mesura distribuits al llarg d'una àrea afectada. Aquesta intensitat és expressada mitjançant un valor numèric anomenat shindo (震度, "intensitat sísmica"); un valor més elevat reflecteix una agitació més intensa. Aquests valors són derivats de la màxima acceleració del terra i la durada de la sacsejada, les quals depenen de la distància a l'epicentre, la profunditat de l'hipocentre, les condicions del sòl local, i les propietats geològiques de l'àrea local, així com la magnitud de l'esdeveniment. Per tant, un terratrèmol comporta diferents intensitats al llarg de l'àrea afectada.
La informació per calcular les intensitats és obtinguda d'una xarxa de 670 estacions sísmiques distribuides per tot el país. L'agència proveeix informació en temps real a través dels mitjans de comunicació i del seu web. Aquesta informació inclou l'hora de l'esdeveniment, la localització de l'epicentre, la magnitud, la profunditat, i els valors d'intensitat local en les localitats afectades.

## Escala
L'escala sísmica de l'AMJ varia de 0 a 7, essent 7 el valor de més intensitat.
| Intensitat | Intensitat instrumental | Efectes en: Persones | Interiors | Exteriors | Edificis residencials | Altres estructures | Serveis | Terra i pendents                                                                          | Màxima acceleració del terra | Equivalent en l'escala de Mercalli (approx.) |
| ---------- | ----------------------- | --- | --- | --- | --- | --- | --- | ----------------------------------------------------------------------------------------- | ---------------------------- | -------------------------------------------- |
| 0          | 0–0.4                   | Impercetible per la majoria de persones.                                                                                           | Objectes interiors no es mouen. | | | Sense danys. | |                                                                                           | <0.008 m/s²                  | I                                            |
| 1          | 0.5–1.4                 | Perceptible per persones en pisos elevats.                                                                                         | Objectes es mouen i fan soroll lleugerament. | | | Sense danys | |                                                                                           | 0.008–0.025 m/s²             | I–II                                         |
| 2          | 1.5–2.4                 | Perceptible per la majoria de persones en interiors. Pot despertar persones que dormen.                                            | Objectes penjants oscil·len. | | Sacsejada sense danys. | Sense danys. | |                                                                                           | 0.025–0.08 m/s²              | II–IV                                        |
| 3          | 2.5–3.4                 | Perceptible per totes les persones en interiors. Espanta a algunes persones.                                                       | Objectes en interiors es mouen notablement i poden caure des de superfícies elevades.                                                                          | Cables elèctrics oscil·len. Perceptible per persones a l'exterior.                                                                                 | Algunes cases pateixen inteses sacsejades. Danys lleus en cases sense estructura de resistència contra terratrèmols. | Danys lleus a edificis antics amb poca resistència a terratrèmols. Possibles danys lleus a edificis amb resistència a terratrèmols.                                              | Sense efectes. |                                                                                           | 0.08–0.25 m/s²               | III–IV                                       |
| 4          | 3.5–4.4                 | Espanta a la majoria de les persones. Desperta a la majoria de persones dormint. Algunes persones en interiors consideren escapar. | Objectes pensant es balencegen. Objectes de ceràmica dins d'armaris fan soroll. Objectes no assegurats tomben. Sorolls forts.                                  | Cables elèctrics es sacsegen. Tremor perceptible per a persones a l'exterior.                                                                      | La majoria de les cases i blocs de pisos experimenten sacsejades intenses i poden formar-se esquerdes en les parets. | Danys lleus a edificis no residencials. Danys lleus a estructures resistents a terratrèmols.                                                                                     | Interrupcions (especialment d'electricitat) | No hi ha esllavissades ni esqueredes en el terra.                                         | 0.25–0.80 m/s²               | V–VII                                        |
| 5- (5弱)   | 4.5–4.9                 | La majoria de les persones intenten escapar del perill corrent a l'exterior. Algunes persones tenen dificultats per moure's.       | Objectes penjants es balencegen. La majoria d'objectes no assegurats tomben. Plats i llibres cauen dels armaris i les estanteries. Els mobles es mouen.        | Les torres de servei oscil·len. Les finestres poden trencar-se o caure. Blocs de formigó no reforçat poden tombar. Alguns danys en les carreteres. | Danys en parets i columnes d'estructures residencials amb resistència baixa a terratrèmols. | Esquerdes en parets en edificis de baixa resistència a terratrèmols. Danys lleus a edificis amb estructures de resistència moderada a terratrèmols.                              | Les vàlvulves automàtiques aturen el subministrament de gas residencial. Interrupcions en el subministrament d'aigua. Apagades d'electricitat.               | La terra tova pot esquerdar-se. Són possibles les esllavissades lleus.                    | 0.80–1.40 m/s²               | V–VIII                                       |
| 5+ (5強)   | 5.0–5.4                 | Moltes persones estan espantades i tenen dificultats per moure's.                                                                  | La majoria d'objectes en armaris i estanteries cauen. Mobles pesat tomben. Deformacions en els marcs de les portes n'impossibiliten l'obertura.                | Blocs de formigó no reforçats col·lapsen. Els automòbils paren perquè esdevé difícil conduir.                                                      | Cases amb poca resistència a terratrèmols pateixen danys elevats en les parets i les columnes poden torçar-se. | Esquerdes mitjanes i grans es formen en les parets. Vigues i columnes en edificis de poca i molta resistència a terratrèmols també s'esquerden.                                  | Les tuberies de gas i aigua pateixen danys. S'interromp el subministrament en algunes regions.                                                               | Apareixen esquerdes en terra tou. Esllavissades.                                          | 1.40–2.50 m/s²               | VI–IX                                        |
| 6- (6弱)   | 5.5–5.9                 | Costa molt mantenir-se de peu. | Els mobles que no estan anclats a l'estructura de la casa cauen. Obrir portes esdevé impossible en moltes situacions. Tots els objectes es mouen violentament. | S'experimenten sacsejades fortes i severes a l'exterior. Fanals i cables elèctrics poden caure, causant focs.                                      | Cases poc resistents a terratrèmols col·lapsen. Blocs de pisos poden col·lapsar a l'enderrocar-se un pis sobre el de sota. | Edificis poc resistents a terratrèmols experimenten danys elevats i poden enderrocar-se. Edificis de resistència alta a terratrèmols presenten esquerdes grans i danys moderats. | Tuberies de gas i/o aigua pateixen danys. S'interromp el subministrament de gas, aigua i electricitat.                                                       | Esquerdes petites i mitjanes apareixen en el terra. Esllavissades.                        | 2.50–3.15 m/s²               | VIII–X                                       |
| 6+ (6強)   | 6.0–6.4                 | És impossible mantenir-se dret i moure's sense arrossegar-se.                                                                      | La majoria de mobles es mouen intensament. | Els arbres poden caure. Ponts i carreteres pateixen danys moderats o severs.                                                                       | Cases de poca resistència a terratrèmols col·lapsen o presenten danys severs. En alguns casos, residències de resistència elevada a terratrèmols pateixen danys elevats. Blocs de pisos poden col·lapsar parcialment o completament. | Moltes parets col·lapsen, o pateixen danys severs. Edificis de poca resistència a terratrèmols col·lapsen. Edificis d'alta resistència a terratrèmols pateixen danys severs.     | Tuberies principals de gas i aigua pateixen danys. S'interromp el subministrament d'electricitat, i a vegades s'interromp el subministrament de gas i aigua. | Esquerdes grans en el terra i esllavissades.                                              | 3.15–4.00 m/s²               | IX–X                                         |
| 7          | 6.5 i més               | Les persones són sacsejades violentament i és impossible moure's voluntàriament.                                                   | La majoria de mobles no anclats es mouen. | En la majoria d'edificis, les rajoles de les parets i vidres pateixen danys i cauen. En alguns casos, parets de formigó armat col·lapsen.          | La majoria o totes les residències col·lapsen o pateixen danys severs, independentment del grau de resistència a terratrèmols. | La majoria d'edificis pateixen danys severs. | S'interromp el subministrament d'electricitat, gas i aigua.                                                                                                  | El terra es distorsiona considerablement i apareixen esqueredes i fisures. Esllavissades. | >4 m/s²                      | X–XII                                        |